# Somalia en los Juegos Olímpicos de Londres 2012
Somalia estuvo representada en los Juegos Olímpicos de Londres 2012 por dos deportistas, un hombre y una mujer, que compitieron en atletismo.
La portadora de la bandera en la ceremonia de apertura fue la atleta Zamzam Mohamed Farah. El equipo olímpico somalí no obtuvo ninguna medalla en estos Juegos.